# 川西站 (北海道)

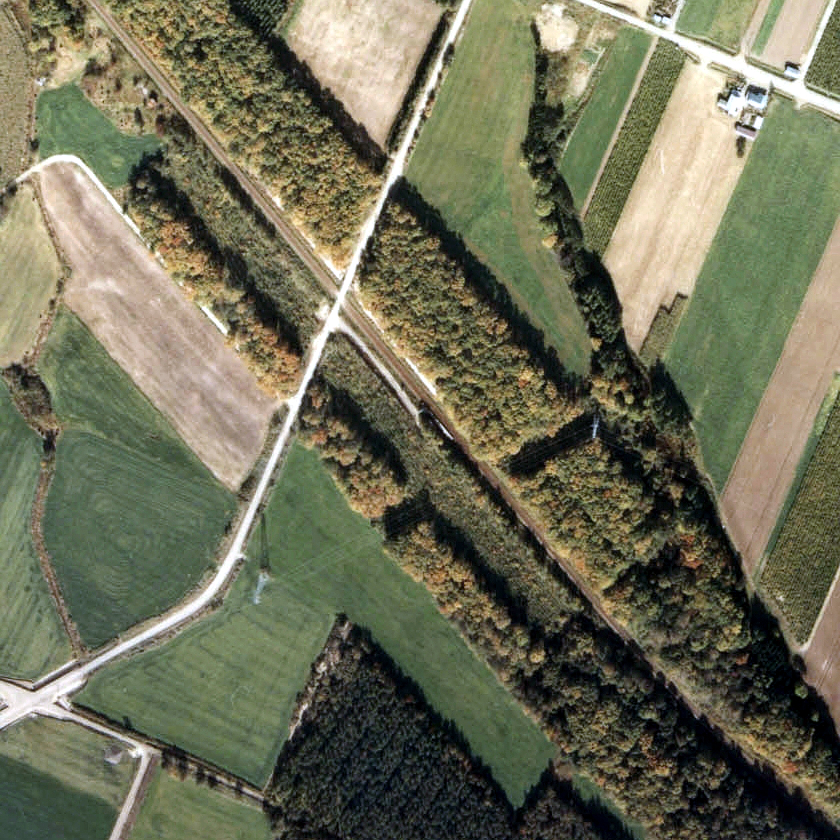
1977年的川西站方圓約500米範圍。右下方是中湧別方向。周邊都設有防風雪林，靠近紋別一方，距離車站100米處設有湧別町西三線平交道，在平交道旁設有小道

川西站（日语：／ Kawanishi eki */?）是位於北海道紋別郡上湧別町旭（現時：湧別町旭），北海道旅客鐵道（JR北海道）的名寄本線車站（廢站）。隨著名寄本線廢線，車站在1989年（平成元年）5月1日廢除。
部分普通列車通過此站，截至1989年（平成元年）4月30日（廢除前的時間表），下行3班和上行2班通過此站。

## 歷史
- 1957年（昭和32年）8月1日 - 日本國有鐵道（國鐵）名寄本線川西臨時乘降場（設定局（日语：鉄道管理局）設定）啟用。
- 1959年（昭和34年）11月1日 - 升級至車站，名為川西站[2]。當時為旅客車站。
- 1987年（昭和62年）4月1日 - 伴隨國鐵分割民營化，車站由北海道旅客鐵道（JR北海道）營運。
- 1989年（平成元年）5月1日 - 名寄本線全線廢除，此站也廢除。

### 站名的由來
車站名稱取自所在地的地區名。地區名取自當地湧別川西方，因此得到「川西」這個名字。

## 車站構造
截至車站廢除前，車站是一座地面車站，設有1面1線的單式月台。月台位於路軌西南方（遠輕方向會開啟右邊車門）。此站沒有轉轍器。
此站是無人車站，沒有車站大樓，於月台中央部分設有候車室。月台比較簡單。

## 車站周邊
- 北海道道712號緑蔭中湧別停車場線（日语：北海道道712号緑蔭中湧別停車場線）[5]
- 湧別町營巴士（日语：湧別町営バス）（舊上湧別町營巴士）「川西」巴士站
  - 北海道北見巴士（日语：北海道北見バス）、北紋巴士（日语：北紋バス）的「川西」巴士站（國道238號）在不同位置。

## 現況
截至2001年（平成13年），此站沒有任何痕蹟。截至2011年（平成23年）也是同樣，車站變成空地和放置土壤的場地。

## 相鄰車站
北海道旅客鐵道（JR北海道）
名寄本線
旭－川西－中湧別

## 注腳
1. ↑  太田幸夫. . 富士Comtem. 2004-02: 220. ISBN 978-4893915498 （日语）.
2. 1 2   第1版. 札幌市: 日本國有鐵道北海道總局. 1973-03-25: 198. ASIN B000J9RBUY （日语）.
3. ↑  太田幸夫. . 富士Comtem. 2004-02: 188. ISBN 978-4893915498 （日语）.
4. 1 2  宮脇俊三 (编). . 原田勝正. 小學館. 1983-07: 212. ISBN 978-4093951012 （日语）.
5. ↑  . 地勢堂. 1980-03: 18 （日语）.
6. ↑  宮脇俊三 (编). . JTB Can Books. JTB出版. 2001-07: 35. ISBN 978-4533039072 （日语）.
7. ↑  本久公洋. . 北海道新聞社. 2011-09: 126. ISBN 978-4894536128 （日语）.